# 대한민국의 람사르 등록 습지 목록
대한민국의 람사르 등록 습지는 총 26개로, 203.189km2이다.(2024년 5월 기준)

## 목록
| 람사르 번호 | 지 역 명              | 위치                                                                                     | 면적(km2) | 특징 | 지정일자         |
| ----------- | --------------------- | ---------------------------------------------------------------------------------------- | --------- | --- | ---------------- |
| 0898        | 대암산용늪            | 강원도 인제군 서화면 심적리 대암산 일원                                                  | 1.06      | 희귀야생 동·식물이 서식하는 국내 유일의 고층습원                                                                    | 1997년 3월 28일  |
| 0934        | 우포늪                | 경상남도 창녕군 대합면·이방면· 유어면·대지면 일원                                        | 8.54      | 큰부리큰기러기, 가시연꽃 등 다수의 멸종위기 동·식물 서식하는 국내 최대의 자연늪                                     | 1998년 3월 2일   |
| 1458        | 장도습지              | 전라남도 신안군 흑산면 비리 장도 일원                                                    | 0.09      | 멸종위기종 서식하고 이탄층이 잘 보전된 도서지역 산지습지                                                            | 2005년 3월 30일  |
| 1594        | 순천만·보성갯벌       | 전라남도 순천시 별량면·해룡면· 도사동 일대, 전라남도 보성군 벌교읍 해안가 일대           | 35.5      | 멸종위기종 흑두루미의 국내 최대 월동지이며 수산자원 풍부                                                            | 2006년 1월 20일  |
| 1648        | 제주 물영아리오름습지 | 제주특별자치도 서귀포시 남원읍 수망리 수령산 일대 분화구                                 | 0.309     | 물장군과 맹꽁이 등 멸종위기종이 서식하고 독특한 식생경관을 지닌 화구호습지                                          | 2006년 10월 18일 |
| 1724        | 두웅습지              | 충청남도 태안군 원동면 신두리                                                            | 0.065     | 희귀야생 동·식물 서식하고 해안사구 배후에 형성된 사구습지                                                           | 2007년 12월 20일 |
| 1725        | 무제치늪              | 울산광역시 울주군 삼동면 조일리 정족산 일원                                              | 0.04      | 끈끈이주걱, 꼬마잠자리 등 희귀 야생 동·식물 서식하고 이탄층이 잘 발달된 산지습지                                    | 2007년 12월 20일 |
| 1732        | 무안갯벌              | 전라남도 무안군 해제면·현경면 일대                                                       | 35.89     | 생물다양성 풍부하고 지질학적 보전가치가 있음                                                                        | 2008년 1월 14일  |
| 1846        | 강화 매화마름군락지   | 인천광역시 강화군 길상면 초지리                                                          | 0.003     | 매화마름, 금개구리 등 멸종위기종이 서식하고 국내 최초로 람사르습지로 지정된 논습지                                  | 2008년 10월 13일 |
| 1847        | 제주 물장오리오름습지 | 제주특별자치도 제주시 봉개동                                                             | 0.628     | 팔색조, 삼광조 등 멸종위기종이 서식하고 이탄층 발달한 산정 하구호습지                                               | 2008년 10월 13일 |
| 1848        | 오대산 국립공원습지   | 강원도 평창군 대관령면 횡계리 일대(소황병산늪,질뫼늪), 홍천군 내면 명개리 일대(조개동늪) | 0.017     | 멸종위기종 서식하고 이탄층 잘 발달된 산지습지                                                                       | 2008년 10월 13일 |
| 1893        | 제주 1100고지습지     | 제주특별자치도 서귀포시 색달동·중문동 ~ 제주시 광령리                                    | 0.126     | 멸기위기종 및 희귀종이 서식하고 독특한 지형에 발달한 고산습지                                                       | 2009년 10월 12일 |
| 1925        | 서천갯벌              | 충청남도 서천군 서면, 유부도 일대                                                        | 15.3      | 다수의 멸종위기종 조류 및 전 세계 물떼새 개체수의 1%이상이 서식(검은머리물떼새)                                     | 2009년 12월 2일  |
| 1937        | 고창·부안갯벌         | 전라북도 부안군 줄포면·보안면, 고창군 부안면· 심원면 일대                                | 45.5      | 다수의 멸종위기종 조류 및 전 세계 물떼새 개체수의 1%이상이 서식(흰물떼새)                                           | 2010년 2월 1일   |
| 1947        | 동백동산습지          | 제주특별자치도 제주시 조천읍 선흘리                                                      | 0.59      | 지하수함양률이 높고 생물다양성이 풍부한 곶자왈지역                                                                  | 2011년 3월 14일  |
| 1948        | 운곡습지              | 전라북도 고창군 아산면 운곡리                                                            | 1.797     | 생물다양성이 풍부하고 멸종위기종 수달 등 서식                                                                       | 2011년 4월 7일   |
| 1974        | 증도갯벌              | 전라남도 신안군 증도면 증도 및 병풍도 일대                                               | 31.3      | 국제적인 보호 조류가 서식하는 연안 습지                                                                             | 2011년 9월 1일   |
| 2050        | 밤섬                  | 서울특별시 영등포구 여의도동 밤섬 일대                                                   | 0.27      | 대도시 속의 습지로 그 의미가 큼                                                                                     | 2012년 6월 26일  |
| 2209        | 송도갯벌              | 인천광역시 연수구 송도동                                                                 | 6.11      | 멸종위기종인 저어새, 검은머리갈매기 등 주요 철새 도래지이나 개발의 위험에서 온전히 벗어나지 못함                    | 2014년 7월 10일  |
| 2225        | 숨은물뱅듸            | 제주특별자치도 제주시 애월읍                                                             | 1.175     | 5백여종의 희귀동식물 서식                                                                                           | 2015년 5월 13일  |
| 2226        | 한반도습지            | 강원도 영월군 한반도면 옹정리                                                            | 1.915     | 한반도 모양의 특이한 지형적 특성                                                                                    | 2015년 5월 13일  |
| 2269        | 순천 동천하구         | 전라남도 순천시 도사동                                                                   | 5.398     | 인근 순천만 습지와 주변 농경지를 하나의 생태축으로 연결함                                                           | 2016년 1월 20일  |
| 2448        | 고양 장항습지         | 경기도 고양시 일산동구 장항동                                                            | 5.96      | 대륙간 이동하는 철새의 중간 경유지이자 서식지, 높은 조수 간만의 차로 인해 형성된 자연형 하구의 특성을 유지          | 2021년 5월 21일  |
|             | 순천만·보성갯벌       | 전남 순천시 별량면·해룡면·도사동 일대, 전남 보성군 벌교읍 해안가 일대                    | 35.5      | - | 2006년 1월 20일  |
|             | 무안갯벌              | 전남 무안군 해제면·현경면 일대                                                           | 35.89     | - | 2008년 1월 14일  |
|             | 서천갯벌              | 충남 서천군 서면, 유부도 일대                                                            | 15.3      | - | 2010년 9월 9일   |
|             | 고창·부안갯벌         | 전북 부안군 줄포면·보안면, 고창군 부안면·심원면 일대                                     | 45.5      | - | 2010년 12월 13일 |
|             | 중도갯벌              | 전남 신안군 증도면 증도 및 병풍도 일대                                                   | 31.3      | - | 2011년 9월 1일   |
|             | 송도갯벌              | 인천 연수구 송도                                                                         | 6.11      | - | 2014년 7월 10일  |
| 2359        | 대부도갯벌            | 경기도 안산시 단원구 대부동                                                              | 4.53      | 수많은 개발 압력 속에서도 다양한 생물의 군락지와 멸종위기 야생생물 다수 서식                                        | 2018년 10월 25일 |
|             | 돌리네 습지           | 문경시 산북면 우곡리                                                                     | 0.494     | 습지 바닥에 석회암 풍화토양인 테라로사가 미세하게 쌓여 불투수층을 형성하고 있어 습지수를 유지, 다수 멸종위기종 서식 | 2024년 2월 7일   |
|             | 평두메 습지           | 광주광역시 북구 화암동                                                                   | 0.023     | 자연 회복된 묵논습지로 멸종위기 야생생물이 다수 서식하며 생물다양성이 풍부                                          | 2024년 5월 13일  |

## 람사르 협약의 지정된 우리나라 습지

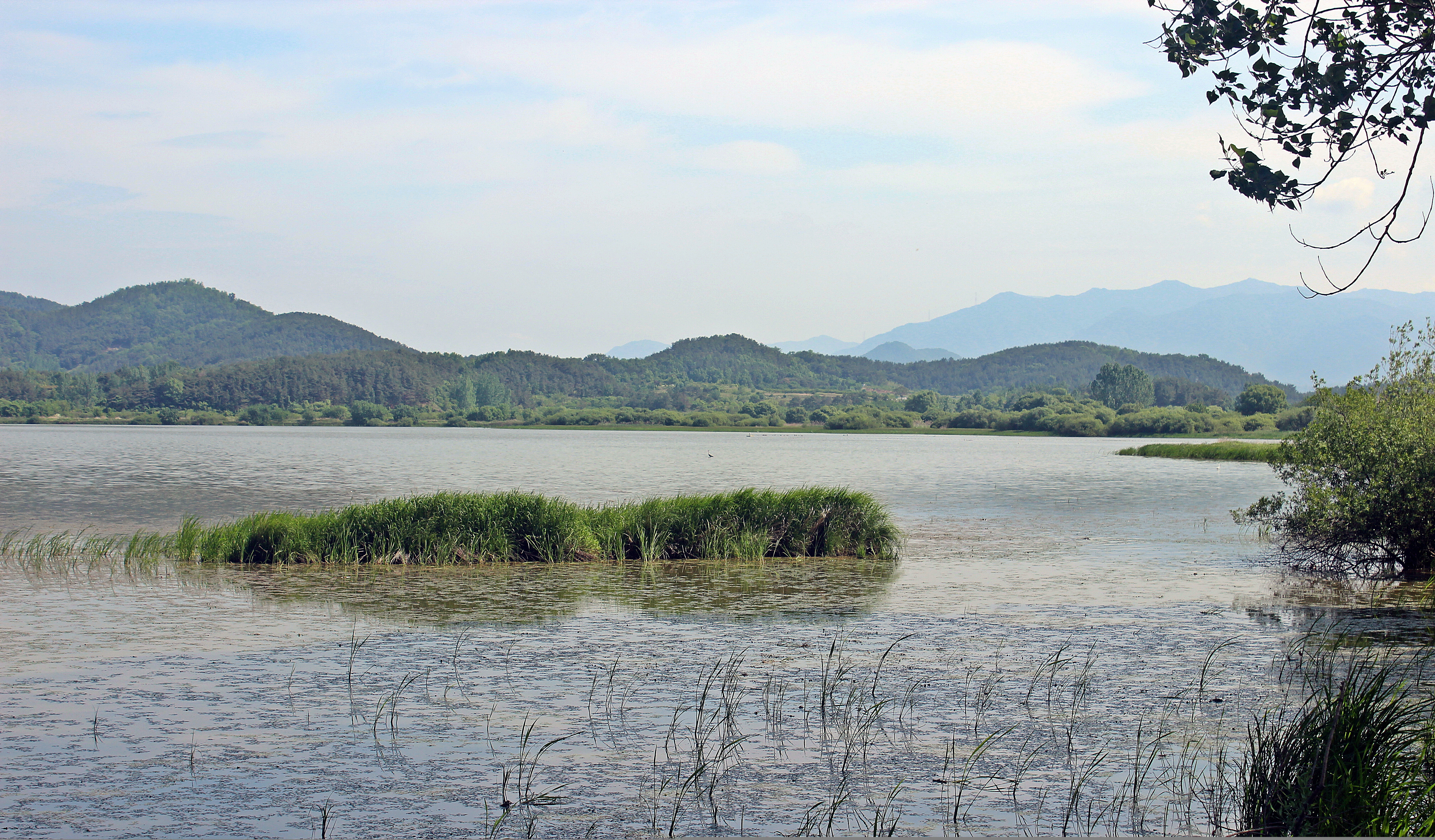
우포늪(1998년 3월 2일 등재)
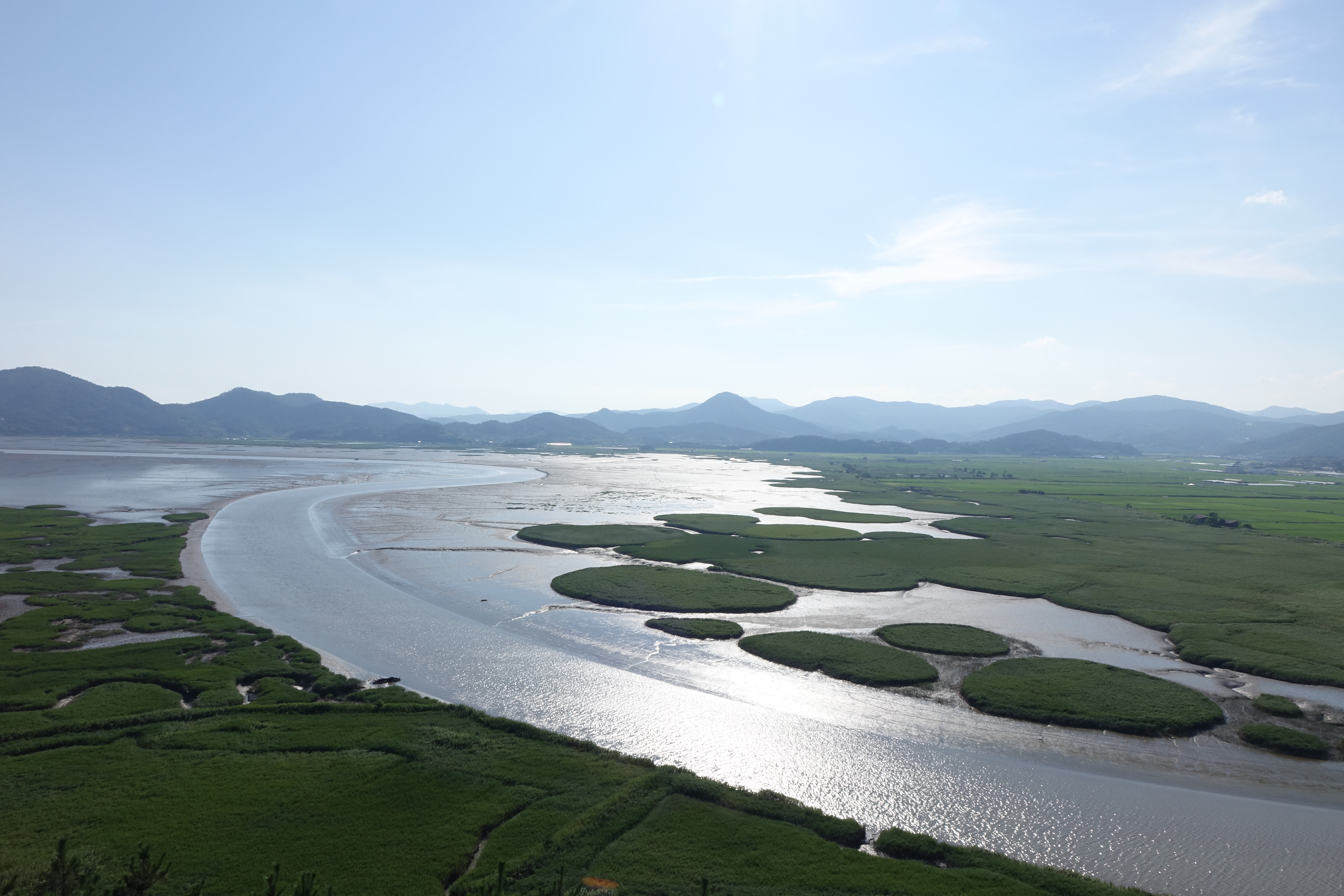
순천만(2006년 1월 20일 등재)
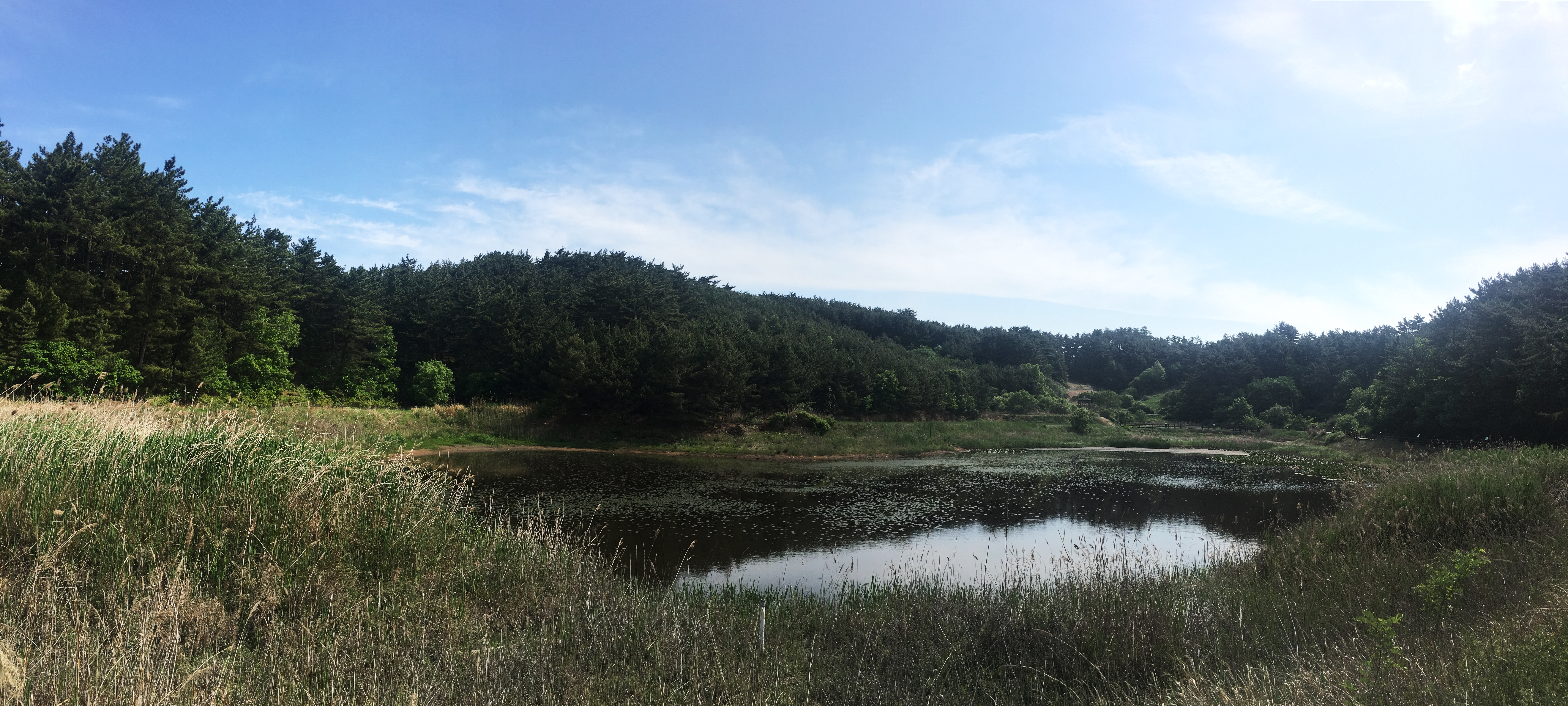
두웅습지(2007년 12월 20일 등재)
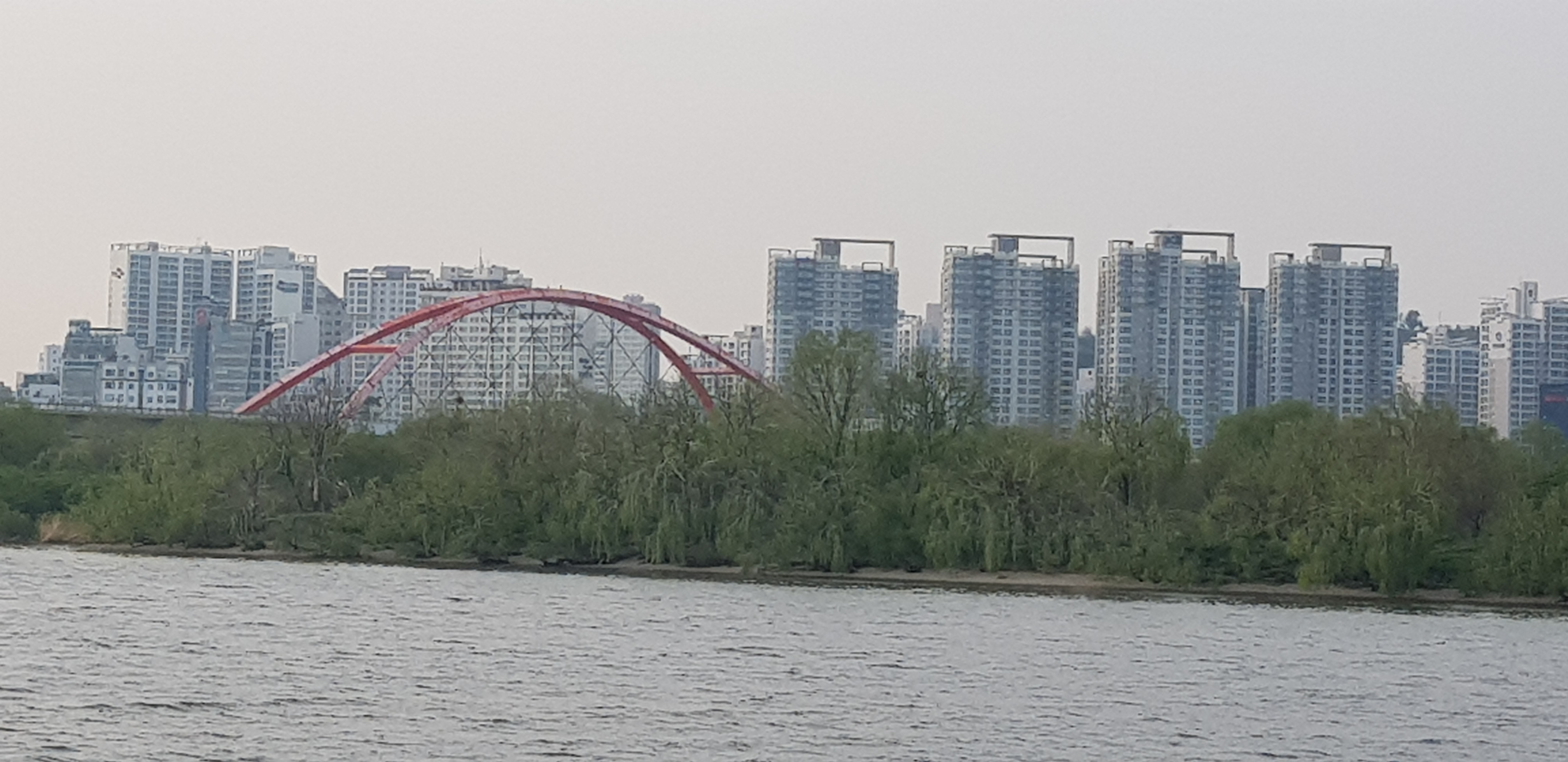
밤섬(2012년 6월 26일 등재)
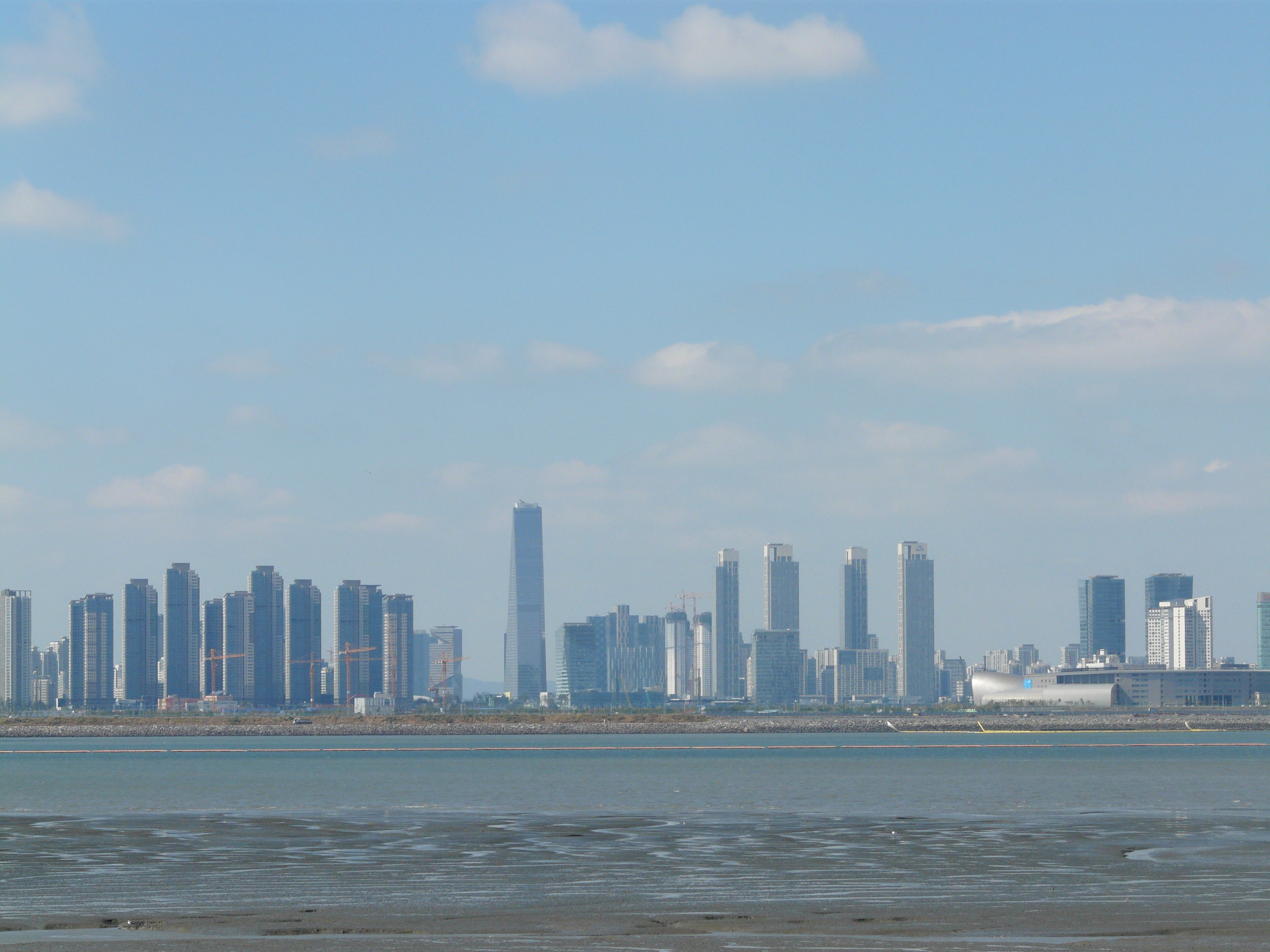
송도갯벌(2014년 7월 10일 등재)
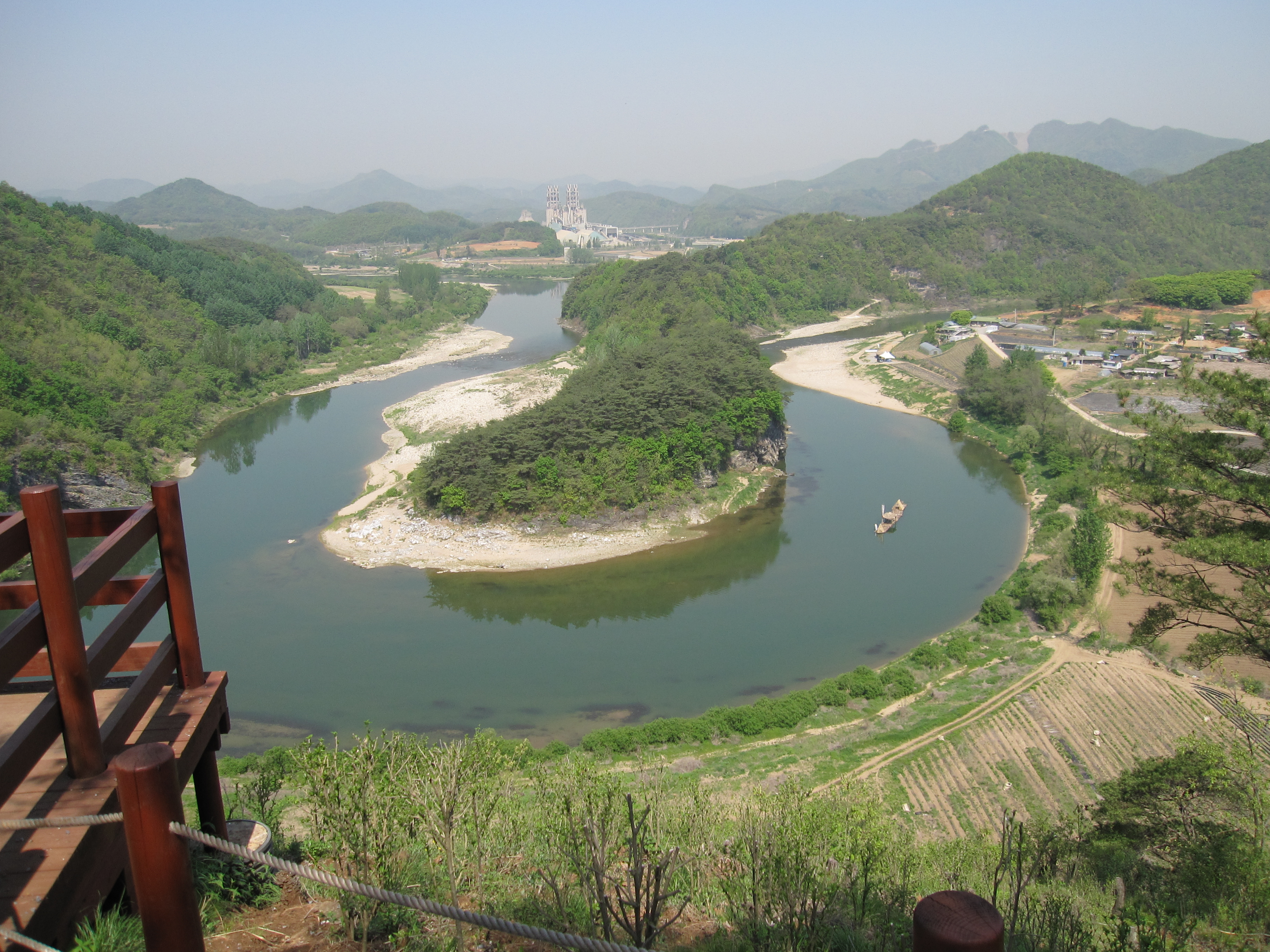
한반도습지(2015년 5월 13일 등재)
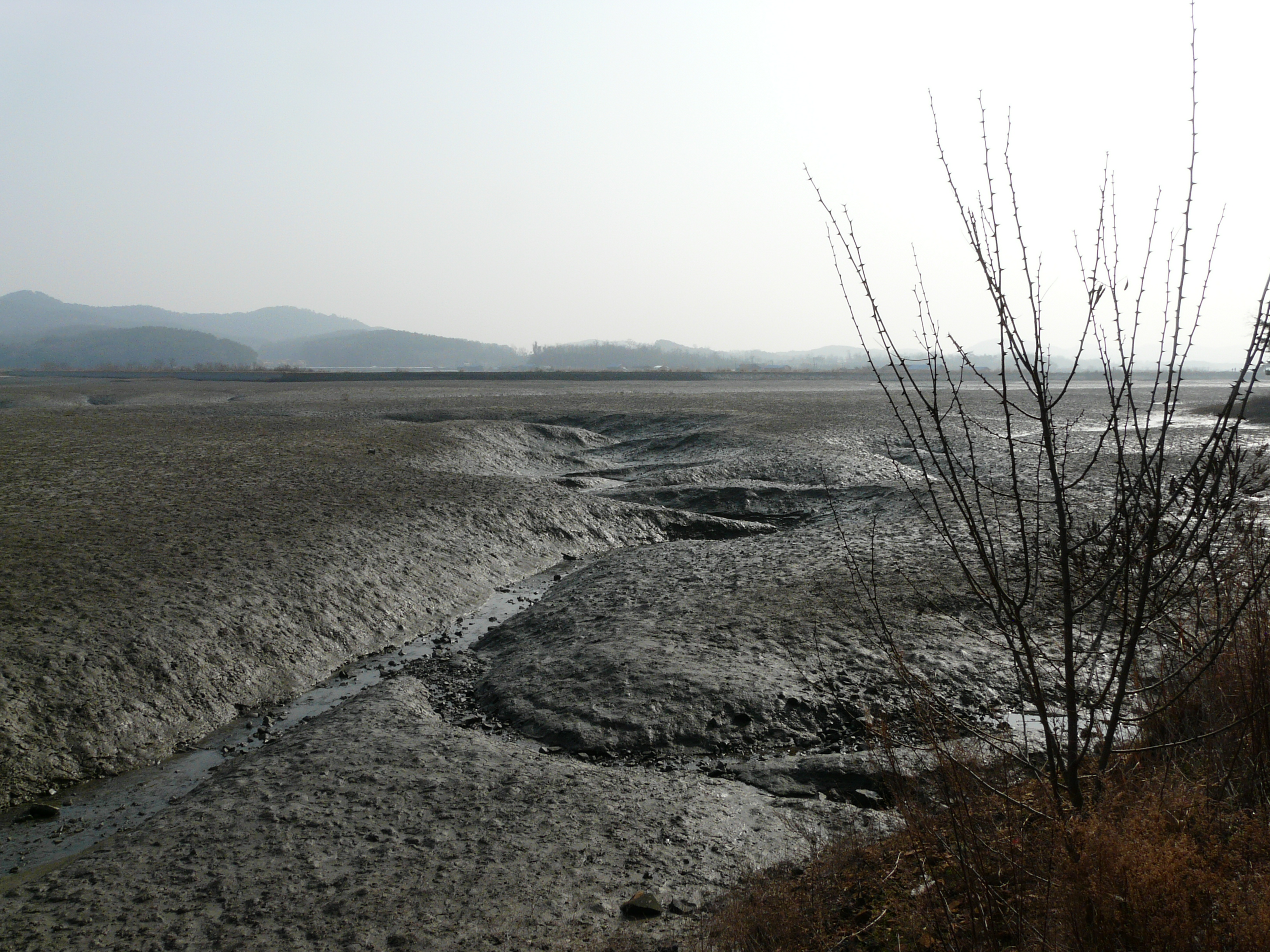
대부도갯벌(2018년 10월 25일 등재)

## 같이 보기
- 람사르 협약
- 대한민국의 습지보호지역
- 문경 굴봉산 돌리네습지